# Hans Sachs
Hans Sachs (Norimberga, 5 novembre 1494 – Norimberga, 19 gennaio 1576) è stato un poeta, drammaturgo e Meistersinger tedesco.

## Biografia

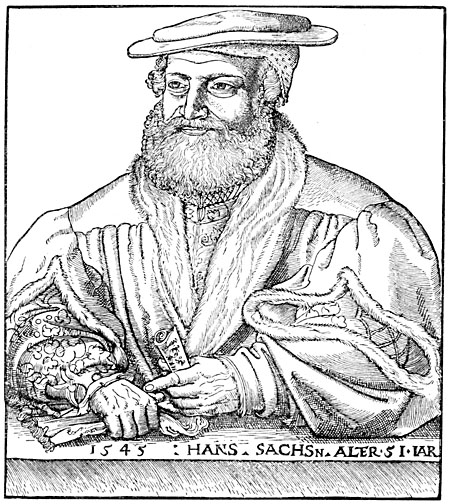
Hans Sachs, xilografia di Hans Brosamer

Hans Sachs era figlio del sarto Jörg Sachs. Dopo aver frequentato una scuola di latino, nel 1509-1511 fece apprendistato come calzolaio a Wels in castel Polheim. Successivamente, come era usuale all'epoca, per cinque anni viaggiò come parte del suo apprendistato (i cosiddetti Wanderjahre in tedesco).
Durante questo periodo prestò occasionalmente servizio alla corte dell'imperatore Massimiliano I d'Asburgo a Innsbruck e probabilmente allora si decise per lo studio dell'arte dei Meistersinger: quindi iniziò a prendere lezioni da Meister Lienhard Nunnenbeck a Monaco. Nel 1516 Sachs si stabilì infine a Norimberga, divenne nel 1520 mastro calzolaio e un membro attivo della corporazione dei Meistersinger, di cui fu occasionalmente il presidente (circa 1555).
Il 1º settembre 1519 sposò Kunigunde Creutzer, che gli diede sette figli, nessuno dei quali sopravvisse al padre, quindi in seconde nozze, il 2 settembre 1561, la giovane vedova Barbara Harscher.
Molto presto Sachs si schierò dalla parte della Riforma e accolse gli insegnamenti di Martin Lutero, come mostra ad esempio la sua poesia Die Wittenbergische Nachtigall ("L'usignolo di Wittenberg", la città dove il 31 ottobre 1517 Lutero aveva esposto le sue "95 tesi") (1523), un'esposizione delle tesi di questi, grazie alla quale raggiunse la fama. In seguito Sachs scrisse più di 6.000 opere, molte nella forma del Knittelvers (firmati: "Der Hans Sachs, der war ein Schuhmacher und Poet dazu", "Hans Sachs, ciabattino e poeta"), e divenne uno dei più celebri poeti del XVI secolo. Hans Sachs morì nel 1576.

## Sachs nella Germania del XVI secolo

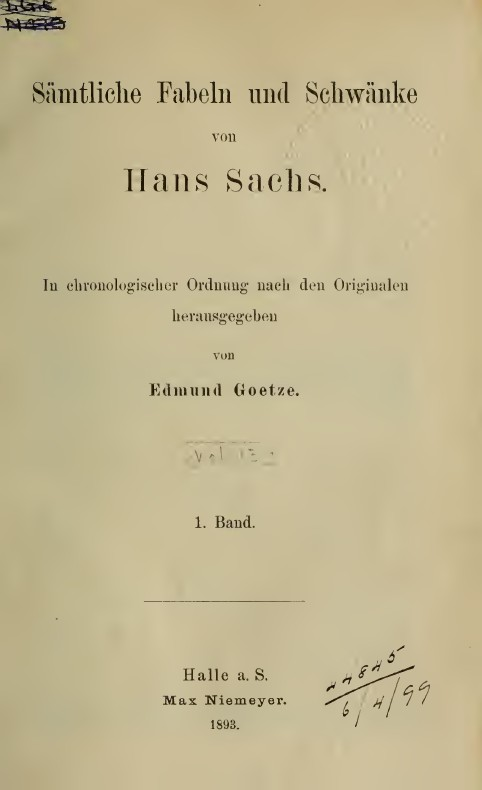
Sämtliche Fabeln und Schwänke. 1 (1893)

La fama di Sachs presso i suoi contemporanei si basava soprattutto sulla sua attività come Meistersinger, ma egli già quando era ancora in vita fu anche un drammaturgo molto letto e soprattutto molto rappresentato.
Sachs stesso iniziò nel 1558 a curare la pubblicazione delle sue opere attraverso l'edizione della gazzetta (Folium) di Norimberga e contribuì in modo determinante alla diffusione tramite la stampa di suoi spettacoli teatrali per il carnevale (Fastnachtsspiele), farse, drammi, poesie e dialoghi in prosa.
Accanto alla sua attività letteraria, il nome di Hans Sachs era noto anche per il suo sostegno e appoggio alla causa della Riforma.
Soprattutto negli anni dal 1523 al 1526 Sachs scrisse vari dialoghi sul tema della Riforma e delle nuove idee luterane e volantini e libelli molto critici verso le gerarchie ecclesiastiche e il potere, nonché la poesia sulla Riforma Wach auf ("Svegliati"), il cui testo originale è stato musicato da Wagner nell'opera I maestri cantori di Norimberga.
Questo impegno così deciso non rimase per lui senza conseguenze negative: le autorità proibirono a Sachs di scrivere ed egli dovette limitare anche la sua attività di calzolaio; tuttavia ben presto la Riforma prese piede a Norimberga (la città si proclamò luterana nel 1529) e Hans Sachs venne pienamente riabilitato e anzi assurse al ruolo di eroe della città.

## Importanza storica

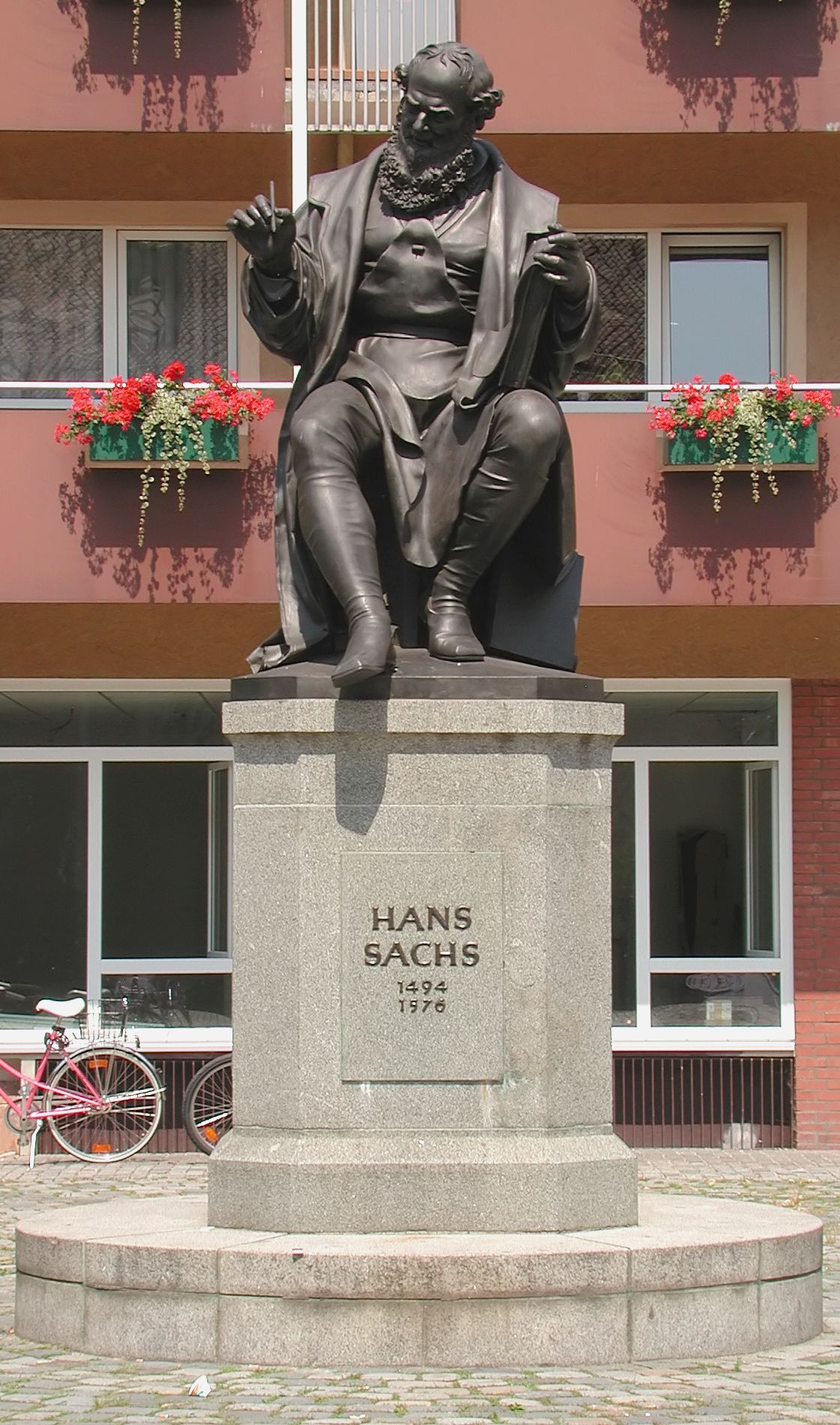
Monumento a Hans Sachs nella Hans-Sachs-Platz di Norimberga

L'opera di Sachs è il simbolo più noto della cultura della borghesia e dei ceti popolari delle città imperiali tedesche del XVI secolo.
Hans Sachs viene considerato il più artisticamente dotato e il più famoso dei Meistersinger ed è l'unico la cui fama è proseguita incessante. Fra questi, inoltre, è anche quello più conosciuto: le rigide regole di composizione e la maniera "artigianale" di avvicinarsi alla poesia dei Meistersinger produssero uno stile di poesia che le generazioni successive non trovarono sempre gradevole.
L'importanza storica della corrente dei Meistersinger sta nel fatto che questi borghesi invitavano a praticare la poesia solo come divertimento, piacere, proprio e dei propri parenti.
Le rappresentazioni per il carnevale (Fastnachtsspiele) di Sachs sono considerate fra i suoi lavori migliori e vengono ancora oggi portate in scena. Qui, come in alcune altre sue opere, Sachs si distacca dalle rigide regole del canonico Meistergesang (la poesia dei maestri cantori) e adotta un linguaggio più spontaneo.
Nel XVII secolo Sachs cadde completamente nell'oblio: tanto più degne di nota, quindi, sono le numerose menzioni che ne fa Hans Jakob Christoffel von Grimmelshausen nel romanzo Der abenteuerliche Simplicissimus. Tuttavia, solo grazie a Goethe, Wieland, e soprattutto Richard Wagner, che fece di Hans Sachs uno dei protagonisti della sua opera Die Meistersinger von Nürnberg, Sachs venne ufficialmente e definitivamente riscoperto.
A Norimberga la sua figura è ricordata dal monumento a Hans Sachs nella Hans-Sachs-Platz, da una strada (Hans-Sachs-Gasse) ("via di Hans Sachs, nonché dalla cosiddetta Ehekarussell, una fontana dell'artista Jürgen Weber, che si ispira alla poesia di Sachs Das bittersüße eheliche Leben ("La dolceamara vita coniugale").

## Opere
Hans Sachs scrisse circa 6.000 composizioni di diverso tipo, le cifre variano fortemente nella letteratura critica, soprattutto perché in molti casi non è sempre chiaro se si tratta di opere a sé stanti o parti di contesti più ampi. Anche il lavoro di raffronto fra le fonti è complicato, poiché le opere sono state collocate da diversi studiosi in diverse categorie.
La prolificità di Sachs, in particolare, è degna di nota poiché egli nella sua vita continuò sempre a lavorare anche come calzolaio: ciò gli era reso necessario perché i Meistersinger, com'è noto, non scrivevano o cantavano per denaro.
Accanto al Meistergesang, Sachs praticava anche altri tre generi letterari: la poesia gnomica, sul modello di Hans Rosenplüt e Hans Folz, il teatro e il dialogo in prosa.
Le materie trattate nelle sue numerose opere sono di diversa natura: così le sue canzoni presentano ugualmente contenuti spirituali e profani, le poesie hanno temi religiosi, storici, politici e farseschi. Spesso gli stessi argomenti sono trattati in più forme e generi.
Fra le opere di Sachs vi sono anche farse e Fastnachtsspiele nella tradizione di Norimberga; nelle sue tragedie e commedie ricorreva soprattutto a soggetti biblici, classici e medievali: questi, adattati alla mentalità e alla saggezza delle classi piccolo-borghesi e artigiane, assumevano una funzione didascalico-satirica.
Per fornire alla popolazione cittadina ammaestramenti in campo religioso e secolare, nei suoi dialoghi Sachs presentava personaggi fittizi che discutevano dei problemi della Riforma e della corretta condotta di vita da tenersi. Sachs tratta qui spesso degli interessi del commercio della borghesia, che dava alla città e agli individui allo stesso tempo ricchezza economica, pace, ordine, onorabilità e ragionevolezza.
Nelle opere, redatte in diverse varianti del Knittelvers, nonostante le battute a volte grossolane e rozze, rimane sempre forte il significato moralistico.
- Meistergesänge (circa 4200)
- Poesie gnomiche (circa 1800)
- Fastnachtsspiele
- Tragedie
- Commedie
- Dialoghi in prosa
- Favole

In confronto alla enorme mole della sua produzione, non sono state conservate molte opere. Tra queste, notevoli sono:
- Das Hofgesinn der Venus (Fastnachtsspiel, 1517)
- Die Wittenbergische Nachtigall (poesia, 1523)
- Dialoge (1524)
- Schlaraffenland (farsa, 1530)
- Das Narrenschneiden (Fastnachtsspiel, 1534)
- Der schwangere Bauer (Fastnachtsspiel, 1544)
- Der Teufel mit dem alten Weib (Fastnachtsspiel, 1545)
- Der fahrende Schüler im Paradeis (Fastnachtsspiel, 1550)
- Das Kälberbrüten (Fastnachtsspiel, 1551)
- Die ungleichen Kinder (dramma, 1553)
- Der Krämerskorb (Fastnachtsspiel, 1554)
- St. Peter mit der Geiß (farsa, 1555)

## Hans Sachs nella cultura tedesca
- L'opera Die Meistersinger von Nürnberg di Richard Wagner ha come protagonista il poeta-ciabattino Hans Sachs; anche Albert Lortzing scrisse un'opera intitolata Hans Sachs. Anche Goethe scrisse una poesia su di lui, Hans Sachsens poetische Sendung ("La missione poetica di Hans Sachs"). Più in generale, il poeta-ciabattino è una delle figure più amate della cultura nazionale tedesca.